# Johnny Schuth
Johnny Schuth (Saint-Omer, 1941. december 7. –) francia válogatott labdarúgókapus.

## Pályafutása

### A válogatottban
A francia válogatottban egyetlen alkalommal sem szerepelt. Részt vett az 1966-os világbajnokságon.

## Sikerei, díjai
RC Strasbourg
- Francia kupa (1): 1965–66